# Micropterix garganoensis
Micropterix garganoensis là một loài bướm đêm thuộc họ Micropterigidae. Nó được Heath mô tả năm 1960. Loài này có ở Ý.

## Hình ảnh

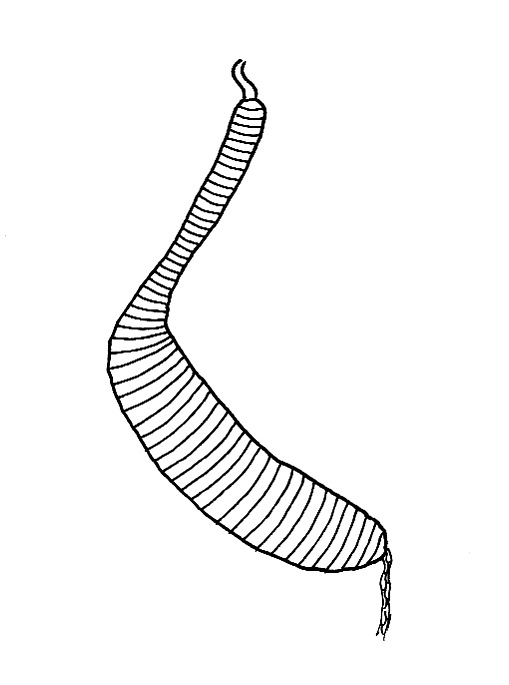